# ولاية كنر

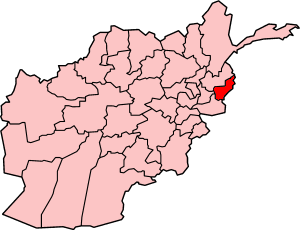
ولاية كنر

وِلَايَةُ كُنَر (بالبشتوية: كنر) من إحدى الولايات الـ34 بأفغانستان تقع في أقصی شرقي البلاد مع الحدود الباكستانية وعاصمتها أسد أباد، بينما يصل عدد سكانها إلى 428,800 نسمة.

## التركيبة العِرقية والجغرافية
يشكّل البشتون غالبية ساحقة بكنر ويحافظون على هويتهم العشائرية ولكن البعض من البشتون القوميين يسمون أقاليم شرق أفغانستان بـ«بشتونستان» أي كيان البشتون.
كنر محافظة صغيرة من حيث المساحة وتقطنها كثافة سكانية كبيرة جدًا وتجتاح معظم أراضيها غابات وجبال وعرة والتي تصل إلى سلسلة جبال الهندوكوش.

## أشخاص من أسد آباد
- جمال الدين الأفغاني
- القاضي عبد الجبار

## الوضع الأمني
إبان الغزو السوفياتي لأفغانستان ووصولًا إلى الاجتياح العسكري الأمريكي، شهدت ولاية كنر حروبًا كثيرة خاضها مجاهدون أفغان ضد القوات الغازية هناك علی مدى السنين. تواجد الغابات والجبال ومتاخمة الحدود مع المناطق القبلية الباكستانية لعب دوراً رئيسياً في تعزيز المقاومة الشعبية ضد الغزاة الكفرة ومن ثم سماها الجنود الأمريكان بـ «وكر الأعداء».
شهدت محافظة كنر تشكيل جماعة الدعوة إلى القرآن والسنة تحت قيادة الشيخ جميل الرحمن، حيث تمكّن من تحرير الولاية من احتلال القوات السوفيتية، وإقامة الإمارة الإسلامية، واستمرت الإمارة مدة من الزمن، ثم استخدمت الاستخبارات الباكستانية المنظمات السبع المشهورة على رأسها حزب حكمتيار تحت قيادة مباشرة من الجيش الباكستاني واستخدام الثقيلة منهم بتدمير الولاية والقضاء على الإمارة، لأنه كانت هناك جبهات جهادية أخرى كـتنظيم القاعدة من جهة وجماعة الحزب الإسلامي الأفغاني بزعامة غلبدين حكمتيار من جهة أخرى وكذلك جبهة الحزب الإسلامي بقيادة مولوي محمد يونس خالص الذي أنشأ مقره الجهادي الخاص بولاية نورستان المجاورة.
تواجه كنر تحديات ومشكلات أخرى مثل تجارة المخدرات و وقوع جرائم منظّمة علی طول حدودها مع باكستان بالإضافة إلی مشكلة اجتثاث الأشجار فی بعض المناطق النائية.
وقد كان الشيخ جميل الرحمن (من سكان مديرية بيج في ولاية كنر) من أبرز من جاهد في المنطقة حيث أسّس منظمة سلفية باسم جماعة الدعوة إلى القرآن والسنة، وبعد تحرير الولاية أعلن فيها إمارة مستقلة باسم إمارة كنر الإسلامية، وعمَّ الأمن في الولاية، وطبقت الإحكام الشرعية الإسلامية مما أدى إلى اجتماع جميع الأحزاب السياسية الجهادية ضدها، واشتعلت المعارك بين الإمارة والأحزاب حتى قضوا على الإمارة.
كما يوجد جبهات جهادية في ولاية كنر لقتال القوات الدولية، ولكن تم التنسيق بينهم وبين حركة طالبان، حيث يحاربون باسم الحركة وفقًا للاتفاق المُبرم .

## البحث عن بن لادن
تدور تكهنات بوجود أسامة بن لادن في كنر وفي إحدى العمليات العسكرية التي قادها الجيش الأمريكي بالتنسيق مع القوات الأفغانية في صيف 2006 والتي سُمّيت بعملية الجناح الأحمر، واصل الجنود الأمريكان البحث عن بن لادن وقادة القاعدة البارزين ولكنهم خسروا 19 جنديًا بعد تحطّم مروحيتهم أثناء القتال.

## المديريات
| - أسد آباد - مرورة - بركُنر - ناری - غازي آباد | - درة بيتش - سركاني - چپة درة - چوكي | - دانګام - نوركَل - خاص كنر - نرنك |